# Elmomorphus
Elmomorphus (лат.) — род жуков из семейства прицепышей (Dryopidae). Известно около 50 видов, в основном в Юго-Восточной Азии.

## Распространение и экология
Представители рода широко распространены в Юго-Восточной Азии. Встречаются от Шри-Ланки на север до Гималаев, на восток до Китая, Кореи и Японии, на юг через Южную Азию (включая Филиппины) до Новой Гвинеи. Взрослые особи обитают в ручьях и реках, преимущественно в лесных районах. Особей можно найти в кучах затопленных и частично разложившихся листьев, на корнях и погруженной в воду древесине, где они, вероятно, питаются водорослями или разлагающимися растительными тканями.

## Описание
Мелкие жуки, длина тела без головы (TL) 2,2—4,5 мм. Форма тела от продолговато-яйцевидной до широко овальной, умеренно или сильно выпуклая в спинном направлении. Окраска большинства видов темно-коричневая до чёрной, за исключением обычно более бледных красновато-коричневых ротовых аппаратов, усиков, трохантеров и лапок. Незрелые особи бледнее, иногда полностью красновато-коричневые; переднеспинка и надкрылья у некоторых видов со слабым бронзово-металлическим блеском. Род Elmomorphus характеризуется короткими, густо покрытыми волосками усиками с умеренно расширенным педицелем; антенномеры умеренно увеличиваются к середине и постепенно сужаются от четвёртого к терминальному антенномеру; среднее бедро имеет ряд длинных волосков; латеральная сенсорная зона на концевом максиллярном пальпомере хорошо отграничена, но не расположена во впадине; микропластрон (водоотталкивающие волоски) состоит из плоских овальных чешуек на дорсальной поверхности и из тонких уплощенных волосков на вентральной поверхности; макропластрон отсутствует.

## Систематика
Известно около 50 видов (включая более 30 из Китая, 16 из Вьетнама, 9 из Таиланда). Род Elmomorphus был впервые выделен в 1888 году британским энтомологом Дэвидом Шарпом (1840‒1922) на основании типового вида E. brevicornis Sharp, 1888 из Японии.
- Elmomorphus amamiensis Nomura, 1959
- Elmomorphus auratus Selnekovič & Jäch & Kodada, 2024
- Elmomorphus auripilosus Selnekovič & Jäch & Kodada, 2024
- Elmomorphus bispinosus Selnekovič & Jäch & Kodada, 2024
- Elmomorphus brevicornis Sharp, 1888
- Elmomorphus bryanti Hinton, 1935
- Elmomorphus calvus Selnekovič & Jäch & Kodada, 2024
- Elmomorphus carinatus Grouvelle, 1896
- Elmomorphus castaneus Grouvelle, 1896
- Elmomorphus catenatus Selnekovič & Jäch & Kodada, 2024
- Elmomorphus comosiclunis Selnekovič & Jäch & Kodada, 2024
- Elmomorphus corpulentus Selnekovič & Jäch & Kodada, 2024
- Elmomorphus cuneatus Selnekovič & Jäch & Kodada, 2024
- Elmomorphus curvipes Selnekovič & Jäch & Kodada, 2024
- Elmomorphus dentipes Selnekovič & Jäch & Kodada, 2024
- Elmomorphus depressus Selnekovič & Jäch & Kodada, 2024
- Elmomorphus donatus Selnekovič & Jäch & Kodada, 2024
- Elmomorphus ellipticus Selnekovič & Jäch & Kodada, 2024
- Elmomorphus elmoides Selnekovič & Jäch & Kodada, 2024
- Elmomorphus fusiformis Selnekovič & Jäch & Kodada, 2024
- Elmomorphus glabriclunis Selnekovič & Jäch & Kodada, 2024
- Elmomorphus globosus Selnekovič & Jäch & Kodada, 2024
- Elmomorphus gressitti Satô, 1973
- Elmomorphus hamatus Selnekovič & Jäch & Kodada, 2024
- Elmomorphus hongkong Selnekovič & Jäch & Kodada, 2024
- Elmomorphus horaki Selnekovič & Jäch & Kodada, 2024
- Elmomorphus javanicus Grouvelle, 1896
- Elmomorphus jendeki Selnekovič & Jäch & Kodada, 2024
- Elmomorphus jii Selnekovič & Jäch & Kodada, 2024
- Elmomorphus longitarsis Selnekovič & Jäch & Kodada, 2024
- Elmomorphus mazzoldii Selnekovič & Jäch & Kodada, 2024
- Elmomorphus minutus Selnekovič & Jäch & Kodada, 2024
- Elmomorphus montanus Grouvelle, 1913
- Elmomorphus naviculus Delève, 1973
- Elmomorphus nepalensis Satô, 1981
- Elmomorphus oblongus Selnekovič & Jäch & Kodada, 2024
- Elmomorphus ovalis Selnekovič & Jäch & Kodada, 2024
- Elmomorphus parabrevicornis Selnekovič & Jäch & Kodada, 2024
- Elmomorphus paradonatus Selnekovič & Jäch & Kodada, 2024
- Elmomorphus paramontanus Selnekovič & Jäch & Kodada, 2024
- Elmomorphus parvulus Selnekovič & Jäch & Kodada, 2024
- Elmomorphus posternalis Hinton, 1935
- Elmomorphus punctulatus Selnekovič & Jäch & Kodada, 2024
- Elmomorphus reticulatus Selnekovič & Jäch & Kodada, 2024
- Elmomorphus sarawakensis Chûjô & Satô, 1964
- Elmomorphus sausai Selnekovič & Jäch & Kodada, 2024
- Elmomorphus sericeus Grouvelle, 1896
- Elmomorphus schillhammeri Selnekovič & Jäch & Kodada, 2024
- Elmomorphus schoenmanni Selnekovič & Jäch & Kodada, 2024
- Elmomorphus siamensis Selnekovič & Jäch & Kodada, 2024
- Elmomorphus similis Selnekovič & Jäch & Kodada, 2024
- Elmomorphus simplex Selnekovič & Jäch & Kodada, 2024
- Elmomorphus simplipes Selnekovič & Jäch & Kodada, 2024
- Elmomorphus striatellus Delève, 1968
- Elmomorphus substriatus Hinton, 1935
- Elmomorphus sulcatus Selnekovič & Jäch & Kodada, 2024
- Elmomorphus superficialis Selnekovič & Jäch & Kodada, 2024
- Elmomorphus truncatus Grouvelle, 1896
- Elmomorphus umphangicus Selnekovič & Jäch & Kodada, 2024
- Elmomorphus vietnamensis Selnekovič & Jäch & Kodada, 2024
- Elmomorphus yunnanensis Selnekovič & Jäch & Kodada, 2024